# Luise Rogée
Louise von Holtei (z domu Rogée czyt. Roż'e, 1 grudnia 1800 w Wiedniu – 28 stycznia 1825) w Berlinie – aktorka berlińska. Od 4 lutego 1821 roku pierwsza żona dramatopisarza Karola von Holteia. Z przyszłym mężem, który właśnie próbował swoich pierwszych kroków scenicznych jako aktor (do tej pory poeta i reżyser) poznała się dzięki Karlowi Schallowi w roku 1819 po swoich gościnnych występach we Wrocławiu. Ślub wzięła w kościele ewangelickim w Obornikach Śląskich, po którym zamieszkała w rezydencji pisarza zwanej przez miejscowych "Dworem Holtei'a".
Jak wiele ówczesnych romantycznych aktorek chorowała nerwowo (najprawdopodobniej depresja), które pogarszały się wraz z licznymi rozjazdami związanymi z pracą swoją i męża. Pomagała im jej matka. Razem przenieśli się do Wrocławia, gdzie oboje otrzymali posady w teatrze Kalte Asche. Aktorka zmarła mając 25 lat. Poeta wydał zbiór wierszy jej poświęconych „Blumen auf das Grab der Schauspielerin Luise v. H., geb. Rogée“, Berlin 1825.

## Dzieci Holteiów
- syn Heinrich (zm. przedwcześnie w 1836)
- córka Marie Henriette (ur. 1822)